# إم تي في كريبس
إم تي في كريبس (بالإنجليزية: MTV Cribs)‏ (المعروف أيضًا باسم كريبس) هو برنامج تلفزيوني وثائقي نشأ من إم تي في، ويتميز بجولات في المنازل الخاصة للمشاهير. تنتج إم تي في حاليًا حلقات قصيرة من البرنامج وتوزعها عبر سناب شات ديسكوفر.
تم بث العرض الأول في سبتمبر 2000. بحلول عام 2005، كان كريبس قد قدم جولات في منازل أكثر من 185 من المشاهير بما في ذلك الموسيقيين والممثلين والرياضيين على مدار 13 موسمًا. تم سرد البرنامج في الأصل بواسطة أناندا لويس، ثم رواه سوتشن باك من إم تي في نيوز. تم تطوير البرنامج بواسطة نينا دياز، التي استمرت في تطوير ماي سوبر سويت 16. تم تكرار البرنامج لفترة قصيرة على قناة سي إم تي بعنوان سي إم تي كريبس. كانت الحلقة الأكثر مشاهدةً وإعادة عرض من كريبس عبارة عن إصدار خاص مدته ساعة واحدة تجول في شقة ماريا كاري في نيويورك في 2005/2006.
تم إحياء البرنامج مرة أخرى كسلسلة قصيرة من حلقات جديدة على سناب شات ديسكوفر بدأت في 3 يونيو 2017 بعرض حلقات جديدة كل يوم سبت لعدد من الأسابيع. تم الإعلان عن الإحياء في أبريل 2016 في عهد رئيس إم تي في السابق شون أتكينز. كان الموسم الأول هو العرض الأول الأعلى تقييمًا لبرنامج سناب شات على الإطلاق والموسم الثاني عُرض لأول مرة في منتصف عام 2018.
في 14 يوليو 2021، تم الإعلان عن إحياء البرنامج ليشمل منازل مارثا ستيوارت، بيغ شون، ريك روس، سنوكي ونجوم آخرين. ومن المقرر أن يتم العرض الأول في 11 أغسطس.

## روابط خارجية
- إم تي في كريبس على موقع IMDb (الإنجليزية)
- إم تي في كريبس على موقع ميتاكريتيك (الإنجليزية)
- إم تي في كريبس على موقع كينوبويسك (الروسية)
- إم تي في كريبس على موقع قاعدة بيانات الفيلم (الإنجليزية)

- الموقع الرسمي
- كريبس CMT